# Clubiona akagiensis
Clubiona akagiensis este o specie de păianjeni din genul Clubiona, familia Clubionidae, descrisă de Hayashi, 1985. Conform Catalogue of Life specia Clubiona akagiensis nu are subspecii cunoscute.